# 松平頼煕 (高松藩嫡子)
松平 頼煕（まつだいら よりひろ）は、江戸時代後期の讃岐国高松藩の世嗣。官位は従四位下・侍従、右京大夫。

## 略歴
第9代藩主・松平頼恕と正室・倫姫の長男として誕生した。正室は有馬頼徳の娘・謳。
父の跡を継いで第10代藩主となった松平頼胤（第8代藩主・松平頼儀の実子で、頼煕の母方のおじにあたる）の養子となる。天保13年（1842年）、第12代将軍・徳川家慶に御目見し叙任するが、家督相続前の弘化3年（1846年）7月5日（もしくは19日）に21歳で早世した。代わって異母弟・頼聰が嫡子となり、家督を継いだ。